# Nicolás Bravo 2da. Sección, Juárez
Nicolás Bravo 2da. Sección är en ort i Mexiko.   Den ligger i kommunen Juárez och delstaten Chiapas, i den sydöstra delen av landet, 700 km öster om huvudstaden Mexico City. Nicolás Bravo 2da. Sección ligger 11 meter över havet och antalet invånare är 117.
Terrängen runt Nicolás Bravo 2da. Sección är platt. Runt Nicolás Bravo 2da. Sección är det ganska glesbefolkat, med 31 invånare per kvadratkilometer. Närmaste större samhälle är Pueblo Juárez, 12,0 km sydväst om Nicolás Bravo 2da. Sección. I omgivningarna runt Nicolás Bravo 2da. Sección växer i huvudsak städsegrön lövskog.